# Perry Ganchar
Perry Kenneth Ganchar (Saskatoon, 28 ottobre 1963) è un allenatore di hockey su ghiaccio ed ex hockeista su ghiaccio canadese che nel corso della carriera ha giocato nella National Hockey League.

## Carriera
Ganchar giocò a livello giovanile nella Western Hockey League per quattro stagioni dal 1979 fino al 1983 nella formazione della propria città, i Saskatoon Blades; nel frattempo nell'estate del 1982 era stato scelto al sesto giro dai St. Louis Blues durante l'NHL Entry Draft.  Al termine della stagione 1982-83 giocò la prima partita fra i professionisti in IHL con i Salt Lake Golden Eagles.
Nelle due stagioni successive entrò a pieno titolo nell'organizzazione dei Blues tuttavia riuscì a giocare solo 15 partite con un bottino di 6 punti. Ganchar trascorse quasi la totalità del tempo con le squadre affiliate nelle leghe minori, come i Montana Magic in Central Hockey League e i Peoria Rivermen in International Hockey League; con i Rivermen vinse la Turner Cup ed entrò nel Second All-Star Team della lega.
Nelle due stagioni successive si trasferì invece presso l'organizzazione dei Montreal Canadiens con cui giocò solo un incontro, contraddistinto però da una rete messo a segno. Con i Sherbrooke Canadiens giunse invece fino alla finale della Calder Cup del 1987 persa contro i Rochester Americans. L'ultima esperienza NHL di Ganchar fu quella con i Pittsburgh Penguins nella seconda parte della stagione 1987-88 con 33 partite disputate.
A partire dalla stagione successiva Ganchar si trasferì definitivamente in International Hockey League presso i Muskegon Lumberjacks. Al primo anno vinse la seconda Turner Cup in carriera e divenne presto uno degli attaccanti più prolifici della squadra, ma dopo che nel 1992 la franchigia si trasferì a Cleveland le sue statistiche iniziarono progressivamente a peggiorare. Nell'autunno del 1995 dopo una sola partita giocata gli venne offerto un ruolo da allenatore con la squadra e accettò così di ritirarsi dall'attività agonistica.
Dopo due stagioni da vice allenatore nel 1997 Ganchar assunse la guida dei Lumberjacks, incarico mantenuto fino al 1999. Dopo un anno ritornò ad allenare ma a livello giovanile con gli Spokane Chiefs in WHL fino al termine della stagione 2001-2002.

## Palmarès

### Club
- Turner Cup: 2

Peoria: 1984-1985
Muskegon: 1988-1989

### Individuale
- IHL Second All-Star Team: 1

1984-1985